# Công giáo tại Phần Lan

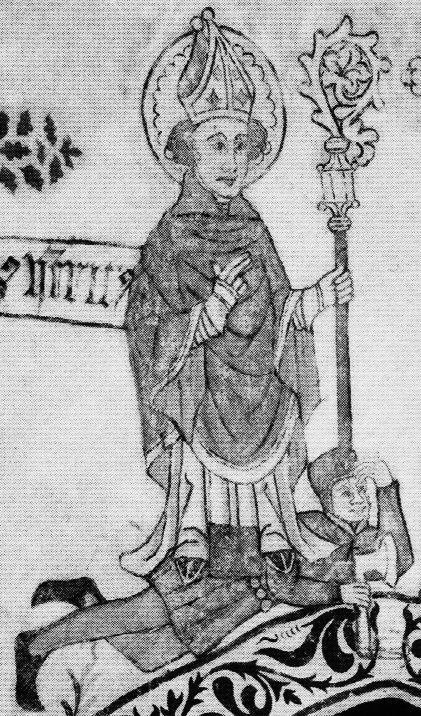
Giáo hội Công giáo tôn phong thánh Giám mục Henricus làm thánh quan thầy nước Phần Lan

Công giáo Phần Lan là một bộ phận của Giáo hội Công giáo, dưới sự lãnh đạo tinh thần của Giáo hoàng tại Roma.
Năm 2020, tại Phần Lan có khoảng 16.000 tín hữu Công giáo trong tổng số 5,5 triệu dân. Ước tính có hơn 6.000 hộ gia đình Công giáo tại Phần Lan, một nửa trong số đó là các hộ gia đình người Phần Lan bản địa và phần còn lại thuộc về các dân tộc khác. Do số giáo dân Công giáo Phần Lan là rất ít nên toàn bộ địa phận nước Phần Lan nằm trong một giáo phận duy nhất, đó là giáo phận Helsinki.
Theo số liệu năm 2018, trên thế giới chỉ có 5 linh mục là người gốc Phần Lan, trong đó có 3 linh mục hiện đang phục vụ tại Phần Lan, bên cạnh đó có khoảng 30 linh mục đang phục vụ tại Phần Lan và họ đến từ nhiều quốc gia trên thế giới. Giám mục Chính tòa Giáo phận Helsinki hiện tại là ông Raimo Goyarrola (được bổ nhiệm ngày 29 tháng 9 năm 2023), người kế nhiệm Giám mục Teemu Sippo sau khi ông thoái vị vào tháng 5 năm 2019 vì lý do tuổi tác. Giám mục Sippo là người Phần Lan bản địa đầu tiên được bổ nhiệm làm giám mục Công giáo trong vòng 500 năm kể từ khi Thụy Điển buộc dân Phần Lan cải sang đạo Tin Lành Luther.
Giáo hội Công giáo Phần Lan tham gia tích cực vào phong trào Đại kết và hiện là một thành viên của Hội đồng Đại kết Phần Lan, mặc dù Giáo hội Công giáo hoàn vũ không phải là thành viên của Hội đồng Giáo hội Thế giới.

## Lịch sử

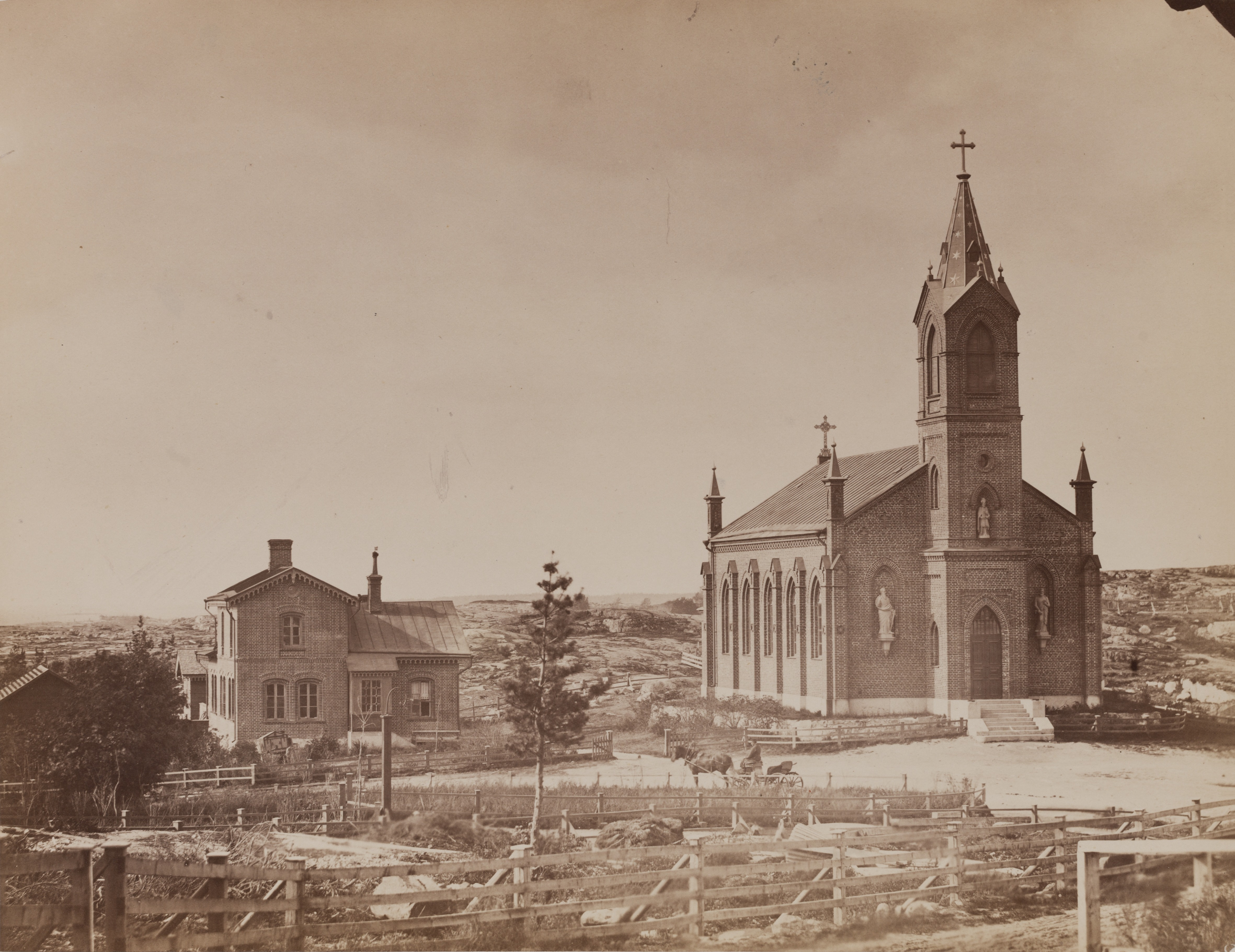
Nhà thờ chính tòa Thánh Henricus, ảnh chụp năm 1862

Đạo Công giáo được du nhập vào vùng đất mà ngày nay là nước Phần Lan vào thế kỷ 12. Đến thế kỷ 16, đạo Công giáo mất hầu hết chỗ đứng tại vùng đất này vì khi đó Phần Lan chịu ảnh hưởng của cuộc cải cách Tin Lành diễn ra tại Thụy Điển.
Thánh lễ Công giáo đầu tiên tại Phần Lan kể từ khi vua Johan III của Thụy Điển mất vào năm 1592 được cử hành tại Turku vào năm 1796, do Đại diện Tông tòa Thụy Điển là linh mục Paolo Moretti làm chủ tế.
Năm 1799, một giáo xứ Công giáo mới được thành lập tại Vyborg khi ấy nằm trong vùng đất Cựu Phần Lan thuộc Đế quốc Nga. Đến năm 1812, sau khi toàn bộ lãnh thổ Phần Lan được sáp nhập vào Nga và trở thành Đại công quốc Phần Lan, địa giới của của giáo xứ này được mở rộng và bao trùm khắp nước Phần Lan. Có khoảng 3.000 người Công giáo sinh sống tại Phần Lan vào năm 1830. Trước thập niên 1860, hầu hết các thừa tác viên linh mục phục vụ tại Phần Lan là các linh mục dòng Anh Em Giảng Thuyết người Litva. Năm 1856, giáo xứ Helsinki được thành lập, có thể là nhờ sức ảnh hưởng của phu nhân Toàn quyền Phần Lan Friedrich Wilhelm von Berg – bà Leopoldina Cicogna Mozzoni (1786–1874). Nhà thờ chính tòa Thánh Henricus ở Helsinki được khánh thành vào năm 1860.
Vào năm 1882, tất cả các linh mục và nữ tu người Đức bị trục xuất, và đến năm 1912 thì mọi linh mục người nước ngoài đều bị trục xuất một lần nữa. Sau khi Pehr Evind Svinhufvud công bố bản tuyên ngôn độc lập và thành lập nước Phần Lan, lực lượng chiếm đóng của Nga bị buộc phải triệt thoái, tựu trung có nhiều binh sĩ là tín hữu Công giáo người Ba Lan và Litva, khiến cho số lượng thành viên của Giáo hội Công giáo tại Phần Lan bị suy giảm nghiêm trọng.
Năm 1920, Tòa Thánh thiết lập Hạt Đại diện Tông tòa Phần Lan, và lần lượt thành lập các giáo xứ tại Turku (1926) và tại Terijoki (1927). Chính phủ Phần Lan công nhận tư cách "cộng đồng tôn giáo" cho Giáo hội Công giáo tại Phần Lan vào năm 1929. Phần Lan chính thức thiết lập quan hệ ngoại giao với Tòa Thánh vào năm 1942 và Giáo hoàng Pius XII đã trao tặng một khoản tiền lớn cho các thiếu nhi bị mồ côi bởi chiến tranh tại Phần Lan. Sau khi chiến tranh kết thúc, hai giáo xứ tại Vyborg và Terijoki vốn nằm trong vùng đất mà Liên Xô giành được đã phải di dời về Lahti, và đến năm 1949 thì thành lập một giáo xứ mới tại Jyväskylä.
Nhà thờ Thánh Maria ở Helsinki được khánh thành vào năm 1954. Vào năm tiếp theo, Hạt Đại diện Tông tòa Phần Lan được nâng lên thành Giáo phận Helsinki. Các giáo xứ tại Tampere, Kouvola và Oulu lần lượt được thành lập vào năm 1957, 1985 và 1992.
Tại Phần Lan cũng có sự hiện diện của một số phong trào và hội nhóm thuộc Giáo hội Công giáo. Trong số đó, cộng đoàn "Con đường Tân Dự tòng" (tiếng Anh: Neocatechumenal Way) đã thành lập 2 chủng viện Redemptoris Mater tại Phần Lan và hoạt động thường xuyên tại thành phố Helsinki và các đô thị khác, điển hình là tại thành phố Oulu.
Một tín hữu Công giáo người Phần Lan nổi bật vào đầu thế kỷ 21 là ông Timo Juhani Soini, cựu lãnh đạo đảng Người Phần Lan.

## Danh sách giáo xứ

Bản đồ các giáo xứ Công giáo tại Phần Lan

Giáo phận Helsinki bao gồm tám giáo xứ trực thuộc, đó là:
- Giáo xứ Thánh Henricus, Helsinki (Các giáo khu: Tapanila (Vantaa), Porvoo)
- Giáo xứ Thánh Maria, Helsinki (Các giáo khu: Olari (Espoo), Hyvinkää, Karis)
- Giáo xứ Thánh Birgitta và Chân phước Hemming, Turku (Các giáo khu: Åland, Eurajoki, Pori)
- Giáo xứ Thánh Olaus, Jyväskylä
- Giáo xứ Thánh Giá, Tampere (Các giáo khu: Hämeenlinna, Kokkola, Kristinestad, Jakobstad, Seinäjoki, Vaasa)
- Giáo xứ Thánh Ursula, Kouvola (Các giáo khu: Hamina, Kotka, Lahti, Lappeenranta)
- Giáo xứ Thánh Gia thành Nazareth, Oulu (Các giáo khu: Rovaniemi, Tornio, Kemi, Kajaani)
- Giáo xứ Thánh Joseph, Kuopio (Các giáo khu: Mikkeli, Savonlinna, Joensuu, Lieksa)

Ngoài các nhà thờ xứ là nơi dâng lễ chính của các giáo xứ, các thánh lễ còn có thể được cử hành tại những giáo khu của giáo xứ hoặc tại một số nhà thờ thuộc Giáo hội Luther và Giáo hội Chính thống giáo luân phiên giữa các tuần. Tại thành phố Lohja (thuộc vùng Uusimaa) có một Nhà tĩnh tâm kiêm trung tâm giáo dục của Giáo hội Công giáo mang tên Stella Maris.
Việc thành lập một giáo xứ mới tại thành phố Rovaniemi ở miền Bắc Phần Lan được ủng hộ rộng rãi vì đây là điểm đến du lịch chính của du khách khi ghé thăm Lapland.

## Các đời giám mục quản nhiệm

### Giám mục Turku
- Henrik, 1134–1158
- Rodolfus, 1202?–1209?
- Folkvinus, 1210?–1234?
- Tuomas, 1234?–1245
- Bero, 1248 tai 1249–1258
- Ragvald I, 1258–1266
- Catillus, 1266–1286
- Johannes, 1286–1290
- Maunu I, 1291–1308
- Ragvald II, 1309–1321
- Pentti Gregoriuksenpoika, 1321–1338
- Hemming, 1338–1366
- Henrik Hartmaninpoika, 1366–1367
- Johannes Pietarinpoika, 1367–1370
- Johannes Westfal, 1370–1385
- Bero Balk, 1385–1412
- Maunu Olavinpoika Tavast, 1412–1450
- Olavi Maununpoika, 1450–1460
- Konrad Bitz, 1460–1489
- Maunu III Särkilahti, 1489–1500
- Laurentius Michaelis, 1500–1506
- Johannes IV Olofsson, 1506–1510
- Arvid Kurck, 1510–1522
- Ericus Svenonius, 1523–1527
- Martti Skytte, 1528–1550

### Các giám mục sau năm 1923
Trước năm 1955, toàn lãnh thổ nước Phần Lan nằm trong một Địa phận và chịu sự lãnh đạo của một vị Đại diện Tông tòa. Vị ấy không phải là giám mục của Địa phận Helsinki, nhưng là giám mục của một hiệu tòa.

### Đại diện Tông tòa Phần Lan, thời kỳ 1923–1955
| Đại diện Tông tòa Phần Lan | Đại diện Tông tòa Phần Lan                | Tại nhiệm                                  | Thông tin thêm                                                                        |
| -------------------------- | ----------------------------------------- | ------------------------------------------ | ------------------------------------------------------------------------------------- |
|                            | Johannes Michiel Buckx S.C.I.             | 23 tháng 5 năm 1923 – 26 tháng 7 năm 1933  | Giám mục hiệu tòa Doliche                                                             |
|                            | Willem Petrus Bartholomaeus Cobben S.C.I. | 19 tháng 12 năm 1933 – 25 tháng 2 năm 1955 | Giám mục hiệu tòa Amathus in Palaestina Được thăng làm Giám mục Helsinki vào năm 1955 |

### Giám mục Chính tòa Helsinki, thời kỳ 1955–nay
| Giám mục Helsinki | Giám mục Helsinki       | Tại nhiệm                                  | Thông tin thêm                                                                                          |
| ----------------- | ----------------------- | ------------------------------------------ | --- |
|                   | Gulielmus Cobben S.C.I. | 25 tháng 2 năm 1955 – 29 tháng 6 năm 1967  | Từ nhiệm năm 1967                                                                                       |
|                   | Paul Verschuren S.C.I.  | 29 tháng 6 năm 1967 – 18 tháng 9 năm 1998  | Từ nhiệm năm 1998                                                                                       |
|                   | Józef Wróbel S.C.I.     | 30 tháng 11 năm 2000 – 28 tháng 6 năm 2008 | Được chuyển về làm Tổng giám mục phó Tổng giáo phận Lublin                                              |
| Teemu Sippo       | Teemu Sippo S.C.I.      | 16 tháng 6 năm 2009 – 20 tháng 5 năm 2019  | Giám mục người Phần Lan đầu tiên từ sau nhiệm kỳ của Giám mục Arvid Kurck (1464–1522) Từ nhiệm năm 2019 |
|                   | Raimo Goyarrola         | 29 tháng 9 năm 2023 – nay                  | Là thành viên của Giám hạt tòng nhân Opus Dei                                                           |

## Dòng tu
Tại Phần Lan có các tu viện thuộc Dòng Đấng Cứu Chuộc của thánh nữ Birgitta (còn gọi là Dòng nữ Birgitta) tại thành phố Turku và làng Koisjärvi thuộc huyện Pusula. Tại thành phố Espoo có một tu viện của dòng Carmelo mang tên Tu viện Đức Mẹ Núi Carmelo tại Phần Lan hoạt động từ năm 1988 đến năm 2021. Các linh mục dòng Anh Em Giảng Thuyết hiện đang điều hành một căn nhà đồng thời là một thư viện lớn lưu trữ các tài liệu nghiên cứu về Kitô giáo cũng như về chủ đề đại kết mang tên Studium Catholicum trong trung tâm thành phố Helsinki.

## Thánh tích của Giám mục Henricus
Quyền sở hữu thánh tích của Giám mục Henricus từng gây ra một số tranh cãi giữa Ủy ban Di sản Phần Lan, Hội Thánh Công giáo ở Phần Lan và Hội Thánh Tin Lành Luther Phần Lan. Năm 1998, linh mục chánh xứ của Nhà thờ chính tòa Thánh Henricus tại Helsinki đề xuất mong muốn được di dời thánh tích của Giám mục Henricus về nhà thờ này. Lúc đó các thánh tích đang được trưng bày tại Nhà thờ chính tòa Turku thuộc Hội Thánh Tin Lành Lutheran Phần Lan. Ủy ban Di sản Phần Lan cuối cùng đã quyết định trưng bày thánh tích của Giám mục Henricus tại Nhà thờ chính tòa Thánh Henricus tại Helsinki.

## Ngôn ngữ trong phụng vụ
Vì một nửa số giáo dân Công giáo Phần Lan thuộc về nhiều dân tộc trên thế giới nên các thánh lễ Công giáo tại Phần Lan được cử hành bằng tiếng Phần Lan cùng khoảng 20 ngôn ngữ khác, trong đó có tiếng Thụy Điển, tiếng Anh, tiếng Ba Lan, tiếng Việt, tiếng Tagalog, tiếng Ý, tiếng Tây Ban Nha, tiếng Bồ Đào Nha, tiếng Đức, tiếng Malayalam, tiếng Tamil và tiếng Hungary.